# بکا، لبنان
بکا (به عربی: بكا) یک منطقهٔ مسکونی در لبنان است که در بیروت واقع شده‌است.
 بکا ۶٫۱۲ کیلومتر مربع مساحت دارد  ۱٬۴۸۰ متر بالاتر از سطح دریا واقع شده‌است.